# Ielena Stàssova
Ielena Dmitríevna Stàssova (rus: Еле́на Дми́триевна Ста́сова) (1873-1966) va ser una revolucionària comunista russa que esdevingué una funcionària política que treballà per la Internacional Comunista (el Comintern). Va exercir de representant del Comintern a Alemanya el 1921. Entre 1927 i 1938 va presidir el Socors Roig Internacional. Entre 1938 i 1946 treballà a la direcció editorial de la revista "Literatura Internacional".

## Primers anys
Ielena Stàssova va néixer a Sant Petersburg el 1873. Era filla d'un jurista liberal, Dmitri Stàssov, que treballava al Senat i que va fer d'herald en la coronació d'Alexandre II. El seu avi havia estat arquitecte dels tsars Alexandre I i Nicolau I.
En acabar l'educació secundària, Elena era una socialista convençuda i s'afilià al Partit Obrer Socialdemòcrata Rus quan aquest s'estava creant el 1898.
Quan el Partit Obrer Socialdemòcrata es dividí en les faccions bolxevic i menxevic el 1903, Stàssova s'uní a Lenin i als Bolxevics com a revolucionària professional. Durant els dos anys següents, Stàssova emprà els pseudònims "Absoluta" i "Prima", encarregant-se de repartir el diari de Lenin, Iskra, per Sant Petersburg, on treballava com a secretària del partit d'aquella ciutat. S'encarregà d'ensenyar als nous membres a encriptar i desxifrar missatges. Stàssova també exercí com a secretària del Bureau Nord del Comitè Central Bolxevic, així com en altres càrrecs dirigents. Altres pseudònims emprats per Stàssova durant el seu període clandestí van ser "Delta," "Heron," "Knol," i "Varvara Ivanovna."
Stàssova emigrà a Ginebra (Suïssa) el 1905, on es trobava quan esclatà la revolució russa de 1905. Tornà a Rússia el gener de 1906 per dirigir la tasca bolxevic a Tiflis, la capital de Geòrgia.
El gener de 1912 Stàssova va ser triada com a membre alternativa del Comitè Central del Partit Bolxevic, sent nomenada secretària del bureau del partit rus. El 1913 va ser detinguda i exiliada a Sibèria, on va haver d'estar el 1916. Va deixar la tresoreria del partit amb el seu germà.

## Carrera política
Després de la Revolució de Febrer de 1917 Stàssova va ser nomenada secretària del Comitè Central, un càrrec que mantindria durant la Revolució d'Octubre, fins al març de 1920. També tornà a ser un membre alternatiu del Comitè Central Bolxevic durant el 6è Congrés del Partit Obrer Socialdemòcrata Rus el 1917. Va ser elegida com a membre plena al Comitè Central al 7è Congrés del Partit Comunista Rus de 1918 i al 8è Congrés de 1919. Però al 9è Congrés de 1920 va caure tant del Comitè Central i del Secretariat del partit.
Després de sortir del Comitè Central, Stàssova treballa a l'organització del partit a Petrograd, on entrà a l'aparell del Comintern. Va ser nomenada representant del Comintern al Partit Comunista d'Alemanya (KPD) al maig de 1921, on emprà el pseudònim de "Hertha." Stàssova restà a Alemanya fins al 1926, on tingué un paper clau a l'afiliació alemanya del Socors Roig Internacional (MOPR), el Die Rote Hilfe.
Stàssova tornà a la Unió Soviètica el febrer de 1926. L'any següent va ser nomenada vicedirectora del MOPR, així com a cap del Comitè Central del MOPR a la Unió Soviètica, càrrecs que ocupà fins al 1937.
Stàssova serví com a membre de la Comissió Central de Control del Partit Comunista Rus entre 1930 i 1934 i el 1935 el 7è Congrés Mundial del Comintern la nomenà membre de la Comissió de Control Internacional, She càrrec que ocupà fins al 1943.
Stàssova, a diferència del que els succeí a altres Vells Bolxevics, no va ser tocada per la policia secreta durant la Gran Purga de finals de la dècada de 1930, però el 1938 va ser nomenada per a un nou càrrec, aquest cop a la direcció editorial de la revista Literatura Internacional" ("Интернациональная литература"), càrrec que ocupà fins al 1946.

## Mort i llegat
Elena Stàssova va morir el 31 de desembre de 1966 a Moscou. L'urna amb les seves cendres va ser enterrada a la Necròpolis de la Muralla del Kremlin.
Un orfenat per a estrangers situat a Ivànovo, anomenada "Orfenat Internacional d'Ivànovo" ("Interdom"), creada pel MOPR el 1933, va rebre el nom d'Elena Stànova.
El 1973 la Unió Soviètica va publicar un segell postal dedicat a Elena Stànova.

## Obres
- Les pàgines de la vida i la lluita (1960). — Extractes del llibre (rus)

## Honors
- Heroïna del Treball Socialista
- Orde de Lenin (4)